# Around the World in 79 Days
A Volta ao Mundo em 79 Dias (Around the World in 79 Days no original, em inglês) é um desenho com produção Hanna-Barbera. Estreou em 1971 e teve 17 episódios.
Passava no show da Turma da Gatolândia, composto por 4 desenhos:
- A Turma da Gatolândia
- A Volta ao Mundo em 79 Dias
- Juca Bala e Zé Bolha
- É o Lobo!

## História
Baseado no romance A volta ao mundo em 80 dias, de Júlio Verne, contas as aventuras de um balonista, Phineas Fogg Jr. (Phinny Fogg - filho do personagem principal de Júlio Verne, Phineas Fogg) e de dois repórteres adolescentes, a fotógrafa Jenny Trent e o repórter Hoppy (Happy), que saem em busca de aventuras ao redor do mundo com o intuito de dar a volta ao mundo em 79 dias e bater o recorde original de seu pai. O trio também compete por um prêmio de 1 milhão de dólares contra o sinistro Grão-de-Bico (Crumden), que supostamente foi o mordomo de Phineas, auxiliado pelo chofer de Phineas, o atrapalhado Bomba (Bumbler) e pelo macaco de estimação, Simão (Smirky). Ao contrário das outras histórias da Hanna-Barbera, esta série tinha uma história contínua, entretanto, sem um final específico.

## Episódios[2]
nomes originais (em inglês)
1. The Race is On
2. Swiss Mis-Adventure
3. Arabian Daze
4. Madrid or Busted
5. Mr. Bom Bom
6. India or Bust
7. Snow Slappy
8. Finney Finney Fun Fun
9. The Argentiny Meany
10. The Tree Man
11. Saucy Aussie
12. Crumden's Last Stand
13. Egyptian Jinx
14. Border Disorder
15. Troubles in Dutch
16. The Fiji Weegees
17. Hawaiian Hangup

## Dubladores

### Nos Estados Unidos
- Phineas Fogg Jr.: Bruce Watson
- Jenny Trent: Janet Waldo
- Hoppy: Don Messick
- Grão-de-Bico: Daws Butler
- Bomba: Allan Melvin
- Simão: efeitos vocais de Don Messick

### No Brasil
- Phineas Fogg Jr.: André Filho
- Jenny Trent: Nelly Amaral
- Hoppy: Edison Silva
- Grão-de-Bico: Magalhães Graça
- Bomba: Antonio Patiño
- Simão: efeitos vocais de Don Messick (mantidos no original)